# Neillia gracilis
Neillia gracilis är en rosväxtart som beskrevs av Adrien René Franchet. Neillia gracilis ingår i släktet klockspireor, och familjen rosväxter. Inga underarter finns listade i Catalogue of Life.